# Juridicum (Bonn)
Im Juridicum ist die Rechts- und Staatswissenschaftliche Fakultät der Rheinischen Friedrich-Wilhelms-Universität Bonn angesiedelt. Es ist der Standort der juristischen sowie staatswissenschaftlichen Fachbibliothek.

## Geschichte
Die Planungen zum Bau des Juridicums begannen im Jahr 1957. Vor dem Bezug des Juridicums hat die Juristenausbildung u. a. im Hauptgebäude der Universität am Hofgarten stattgefunden. Jedoch waren dort die räumlichen Möglichkeiten begrenzt. Ein starkes Wachstum der Studierendenzahlen und weitere Berufungen erzeugten eine Raumnot, sodass der Auszug aus dem Hauptgebäude bzw. der Bau des Juridicums geplant wurde. Das Gebäude wurde vom Staatshochbauamt der Universität Bonn errichtet, mit der Planung der Gartenanlagen war Heinrich Raderschall beauftragt. Die bei Planungsbeginn auf 6,5 Millionen DM angesetzten Baukosten beliefen sich nach dem Bau aufgrund von Planungsänderungen auf etwa 18 Millionen DM. Am 11. Oktober 1963 wurde der Grundstein für den Bau des Juridicums an der Adenauerallee gelegt. Auf der Urkunde unter dem Grundstein steht „Justitia fundamentum regnorum!“, was übersetzt etwa „Gerechtigkeit ist die Grundlage der Reiche“ bedeutet.
Als am 8. April 1965 der Rohbau abgeschlossen und der Dachstuhl errichtet war, konnte das Richtfest gefeiert werden, ehe am 21. November 1967 die Einweihung stattfand. Anliegend zu den bereits vorhandenen Türmen wurden zwei weitere Türme zur Erweiterung geplant, aus baurechtlichen Hindernissen wurde jedoch keine Baugenehmigung erteilt.

## Architektur
Das Juridicum sollte durch seine zurückhaltende Bauweise einen „Repräsentativ-Bau im Grünen“ darstellen und dem Stadtbild zusammen mit dem Neubau der gegenüber liegenden Universitäts- und Landesbibliothek im Jahr 1960 dem Stadtbild ein neues Gesicht verleihen.
Der leitende Regierungsdirektor Albert Wernicke übertrug die Planung des neuen Gebäudes dem jungen Architekten Wolfgang Himmel. Als Schüler von Hans Schwippert war er von den Architekten Erich Mendelsohn und Ludwig Mies van der Rohe beeinflusst. Mit der Gartengestaltung hatte man Heinrich Raderschall beauftragt.
Forschung und Lehre wurden baulich getrennt. So befindet sich die Lehre im eigentlichen Juridicum, während die Forschung in die angrenzenden beiden Türme ausgelagert ist. Der Innenhof ist im „Stil der Zeit“ gestaltet worden. Der Bau sollte frei von „falscher Repräsentanz“ sein und ein wohl strukturiertes Mittel zum Zweck – nämlich dem eigentlichen Studium – darstellen. Die architektonische Strenge und klare Ordnung der Formen soll zum zielstrebigen Studium motivieren.
Die Fassade des Juridicums ist eine Abwandlung des 1956 vom ungarischen Künstler Victor Vasarely gestalteten Werkes „Ríu-Kíu-C“ und wurde 1969 am Juridicum fertiggestellt. Die Besonderheit des aus quadratischen Formen abgeleiteten Mosaiks besteht darin, dass jeder Baustein „gedanklich aus dem Werk herausgelöst und an einen anderen Platz eingefügt werden“ kann. Dieser Stil steht dafür, sich aus einer festgesetzten Position loslösen und die Situation aus einem alternativen Blickwinkel betrachten zu können und verbindet die Architektur des Juridicums mit den an Juristen gestellten Anforderungen, im Sinne von Audiatur et altera pars.

„Eine (…) glückliche Hand bewies die Universität beim Bau des Juridicum. (…) [D]ie drei unterschiedlich hohen Gebäudeteile [sind] sorgfältig gegeneinander ausgewogen und miteinander verklammert. (…) [Sie] erzeugen in ihrem Zusammenspiel, in ihrer wechselseitigen Zuordnung von horizontalen und vertikalen, durchfensterten und fensterlosen Elementen architektonische Spannung und führen zu einer auflockernden Akzentuierung der umgebenden Straßenzüge.“